# (467132) 2016 EE77
(467132) 2016 EE77 es un asteroide perteneciente al cinturón de asteroides, descubierto el 1 de febrero de 2006 por el equipo Spacewatch desde el Observatorio Nacional de Kitt Peak (Arizona, Estados Unidos).